# Common Weakness Enumeration
Common Weakness Enumeration is een door de gemeenschap onderhouden bron voor informatie over kwetsbaarheden in software zoals deze regelmatig gevonden worden. De databank wordt onderhouden door het bedrijf MITRE Corporation, dat ook voor de database van Common Vulnerabilities and Exposures zorg draagt en wordt gefinancierd door de nationale divisie voor informatiebeveiliging van het Amerikaanse Departement van Binnenlandse Veiligheid.
Kwetsbaarheden worden gecodeerd met namen die beginnen met CWE- en die eindigen met een getal, bijvoorbeeld: CWE-89, dat een fout betreft dat met SQL-injectie te maken heeft. Verder wordt aangegeven, op welke programmeertaal of programmeertalen de kwetsbaarheid van toepassing is. Veel kwetsbaarheden, zoals het door de gebruiker kunnen aanpassen van een extern programma dat wordt aangeroepen, zijn in bijna alle programmeertalen mogelijk, andere kwetsbaarheden zijn specifiek voor een programmeertaal als C of C++. 
Bij cursussen in het programmeren wordt vaak weinig aandacht besteed aan informatiebeveiliging. Zaken die de aandacht krijgen zijn in de eerste plaats de correctheid, compleetheid en efficiëntie van de programma's die worden geschreven.
Op de website van CWE wordt een top 25 van meest voorkomende programmeerfouten die resulteren in kwetsbaarheden in programma's bijgehouden. Doordat deze fouten vaak voorkomen, zijn ze door computerkraker relatief snel te vinden. Programmeurs kunnen gebruikmaken van deze informatie, om hun software veiliger te implementeren.